# 红果山胡椒
红果山胡椒（学名：Lindera erythrocarpa），又名铁钉树，为樟科山胡椒属下的一种落葉小喬木，原产于东亚。其葉紙質互生，長橢圓形，秋天结红色球形核果。